# Water of Aven
Water of Aven är ett vattendrag i Storbritannien.   Det ligger i kommunen Aberdeenshire och riksdelen Skottland, i den norra delen av landet, 600 km norr om huvudstaden London. Water of Aven ligger vid sjön Black Loch.